# Gennaro Granito Pignatelli di Belmonte
Gennaro Granito Pignatelli di Belmonte fou un eclesiàstic, diplomàtic i cardenal italià.
Era el cinquè fill, segon dels mascles, del matrimoni format per Angelo Granito, marquès de Castellabate i baró de Rocca Cilento, i per Francesca di Paola Pignatelli i Aimeric Fieschi Ravaschieri Pinelli, princesa de Belmonte i de Muro Leccese, Reichsfürstin del Sacre Imperi Romanogermànic, duquessa d'Acerenza, gran d'Espanya, marquesa de Galatone, de San Vincenzo i d'Argençola i comtessa de Copertino.
Fou educat al palau familiar del Vico Santo Spirito de Nàpols, on havia nascut, amb preceptors jesuïtes privats. Impressionat per l'enterrament del cardenal Sisto Riario Sforza, el qual havia mort en olor de santedat, decidí de cursar els estudis eclesiàstics, per als quals ingressà al Nobile Collegio Mondragone de Roma. Rebé els ordes menors el 2 de març de 1878 i fou ordenat sacerdot a la catedral de Nàpols el 7 de juny de 1879 de mans de l'arquebisbe de la ciutat Guglielmo Sanfelice d'Acquavella, O.S.B.Cas., del qual esdevingué tot seguit secretari personal.
El mateix any 1879 es doctorà en teologia a la universitat de Nàpols. L'any 1884 va tenir una remarcable labor caritativa ran del terratrèmol de l'illa d'Ischia i de l'epidèmia de còlera que assolà tota la regió napolitana. Aquell any el nomenaren prelat domèstic de Sa Santedat i el papa Lleó XII li encomanà de promoure a la seva arxidiòcesi la participació dels catòlics en les eleccions locals, que estava en dubte des del Non expedit de Pius IX del 1868. Des del 1886 fins al 1891 Granito fou el director de la revista La Libertà Cattolica, una de les poques veus religioses de la Itàlia anticlerical del moment.
El 1892 fou reclamat a Roma, per ingressar a la Congregació d'Afers Extraordinaris de l'Església. Des d'aleshores l'activitat diplomàtica de Granito fou incessant: el 1893 es traslladà a París per a la imposició del birret cardenalici a dos eclesiàstics francesos i hi restà com a nunci adjunt fins al 1896. Aquell any fou el representant personal del papa a la coronació del tsar Nicolau II a Sant Petersburg i el següent a les cerimònies del 60è aniversari de la coronació de la reina Victòria del Regne Unit, a Londres. Restà a la nunciatura davant la III República Francesa fins al 1899, primer com a pro-nunci i després com a encarregat de negocis.
El 26 de novembre de 1899, a la capella de les Germanes de Santa Anna de Roma, fou consagrat arquebisbe titular d'Edessa di Osroene de mans de Mariano Rampolla del Tindaro, cardenal secretari d'estat, i seguidament tramès com a nunci al regne de Bèlgica. El 1901 fou representant personal del papa als funerals de la reina Victòria d'Anglaterra. El 1904 fou nomenat nunci davant l'Imperi Austrohongarès, càrrec en el qual romangué durant set anys fins que el dimití. A Viena es distingí per la campanya d'oposició a que fos legalitzat el divorci, en la qual cosa reeixí. Encara el 1911 fou nomenat representant personal del papa a la cerimònia de coronació de Jordi V del Regne Unit, missió en la qual l'acompanyà un joveníssim Eugenio Pacelli, futur papa Pius XII.
Retornat a Roma, fou nomenat membre de la Congregació de Ritus. En el consistori de novembre de 1911 el papa Pius X el creà cardenal del títol de S. Maria degli Angeli. Participà en el conclave de 1914, en el qual fou elegit el papa Benet XV. El 1914 canvià el seu títol cardenalici pel de cardenal bisbe d'Albano. Fou camarlenc de la Santa Església Romana el trienni 1916-1919. El 1921 fou nomenat legat papal a Orléans per a les cerimònies de canonització de santa Joana d'Arc.
Prengué part en el conclave de 1922 que elegí el papa Pius XI. Aquest li encarregà, valent-se de l'experiència i contactes diplomàtics de Granito, diverses gestions secretes davant de les potències europees en vistes a la solució de la "Qüestió romana", que culminaria amb els Pactes del Laterà. El 1930 fou elegit degà del Col·legi Cardenalici, passant a ser cardenal bisbe d'Ostia i alhora d'Albano fins a la seva mort. Prefecte de la Congregació de Cerimonial des d'aquell any, participà en les causes de beatificació i canonització de nombrosos servents de Déu, entre els quals la futura santa Maria Goretti. Des del 1937 fins a la seva mort Granito fou Gran Prior del Sobirà Orde de Malta.
Ja molt ancià prengué part encara en el conclave de 1939 que elegí el papa Pius XII. Aquest en nomenà protector de nombrosos ordes eclesiàstics, entre ells els Ermitans de Sant Agustí, Agustins Descalços, els Trinitaris Descalços, els Frares Mínims i els Caputxins.
L'any 1911, a la mort de la seva mare, havia heretat nombroses propietats tant rústiques com urbanes a la vila de Favara de Matarranya, que la família, que des del s. XVI ja era propietària de terres al terme d'Argençola per dot de la família Aimeric, havia comprat arran de la desamortització de Madoz (1855) dels béns de l'Orde de Calatrava. El cardenal Granito vengué totes les finques rústiques a la Societat de Comuners formada pels antics parcers, i les urbanes a diversos vilatans. L'Antic palau de la princesa de Belmonte, anomenat Lo graner, avui dia és la casa de la vila de Favara.
Després d'una llarga malaltia, morí en una austera cambra de la residència vaticana de Santa Marta i fou sepultat a la cripta dels Caputxins del cementiri romà de Campo Verano. Quan morí era el cardenal més veterà, tant per edat com per permanència en la dignitat.
El 1953 fou introduïda la seva causa de beatificació, que fins ara no ha prosperat.

## Honors
Bali Gran Creu d'Honor i Devoció de l'orde Sobirana i Militar de Malta
 Gran Creu de Cavaller del Reial Orde de Sant Esteve d'Hongria
 Medalla del Jubileu de Diamant de la Reina Victòria 1897
 Medalla de la Coronació del Rei Jordi V 1911